# 置賜站
置賜站（日语：／ Oitama eki */?）是位於山形縣米澤市大字淺川字狐塚633番，東日本旅客鐵道（JR東日本）的奧羽本線（位於愛稱為山形線區間內）車站。

## 歷史
- 1917年（大正6年）12月20日：車站啟用。
- 1975年（昭和50年）2月3日：成為無人車站。
- 1987年（昭和62年）4月1日：伴隨國鐵分割民營化，車站由東日本旅客鐵道（JR東日本）營運。

## 車站構造

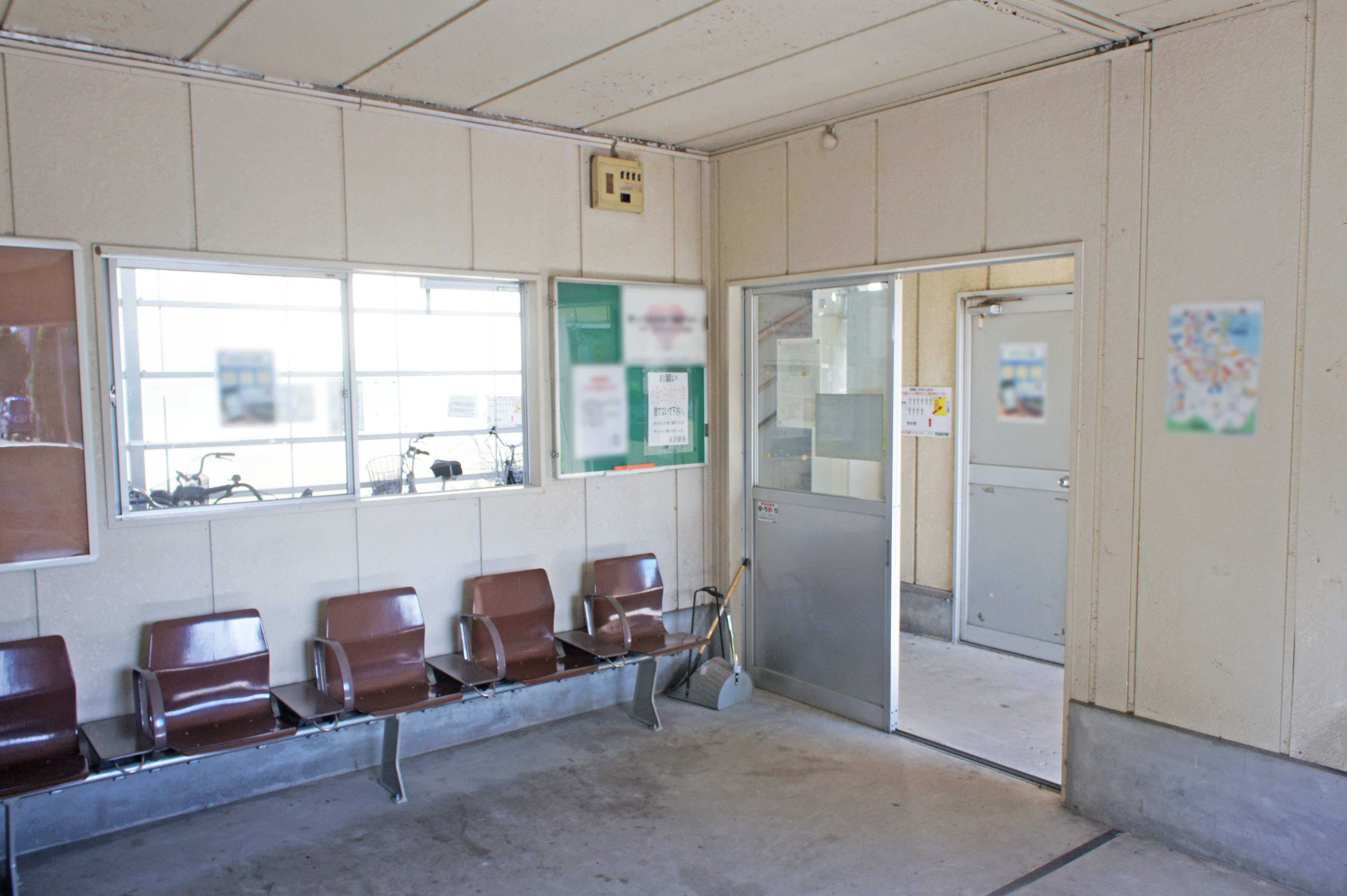
候車室内(2022年8月)

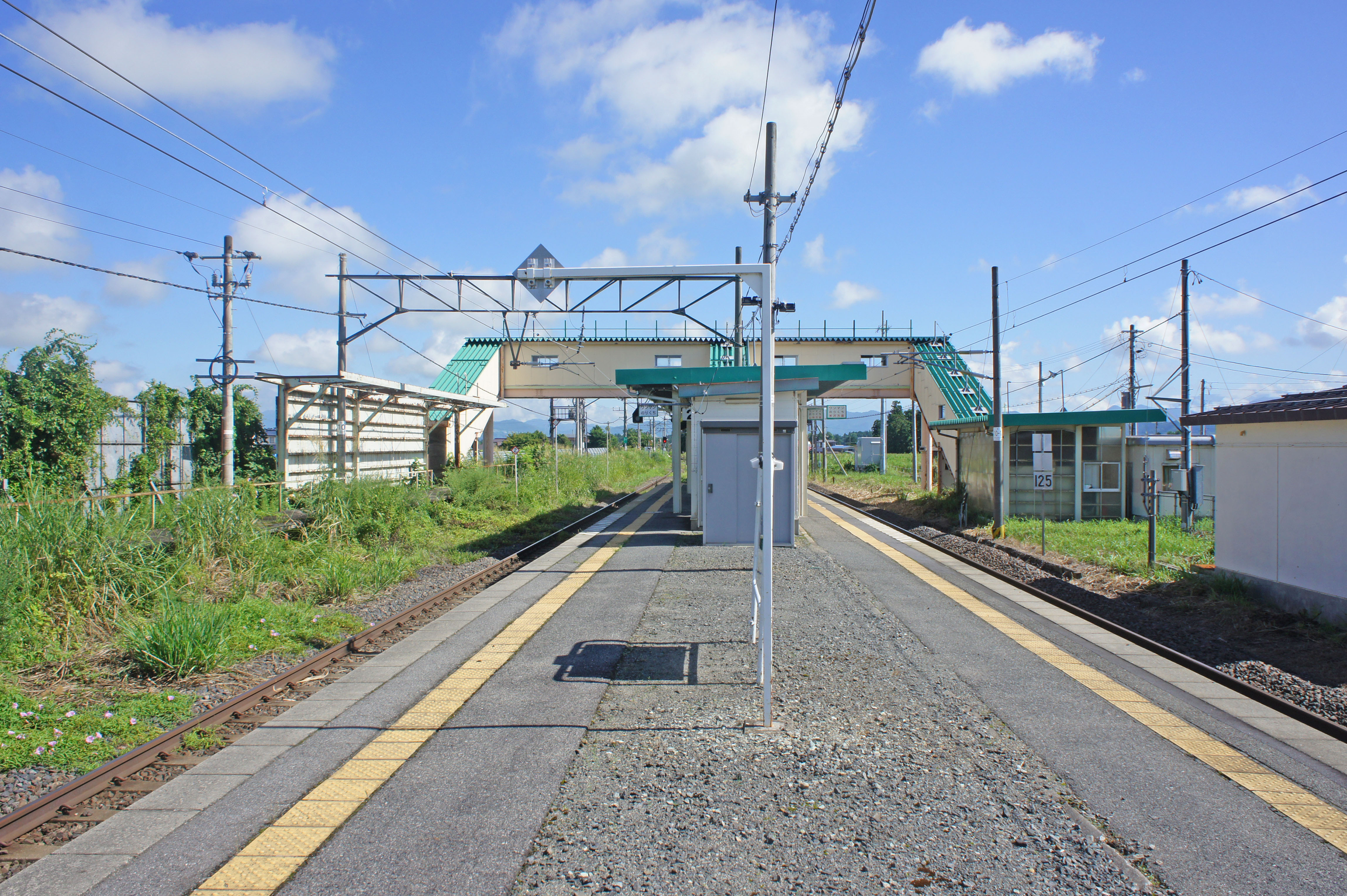
月台(2022年8月)

車站是一座地面車站，設有1面2線的島式月台，曾經此站設有2面3線的月台。單式月台已經不再使用（跨線橋該部分已經封閉）。為一線通過結構。當不需要進行列車交會時，兩方向的列車會使用1號月台。車站與月台之間設有跨線橋連接。
此站是由米澤站管理的無人車站。此站設有簡單的車站大樓。站內設有乘車站證明票發行機。此站曾經為簡易委託車站，在車站內可購買近距離乘車票，在成為無人車站後售票處已經關閉。

### 月台
| 月台 | 路線    | 上下行 | 方向           |
| ---- | ------- | ------ | -------------- |
| 1・2 | ■山形線 | 上行   | 福島方向       |
| 1・2 | ■山形線 | 下行   | 山形、新庄方向 |

## 使用狀況
根據「山形縣」的資料，在2004年度1日平均乘車人次為51人。
| 乘車人次變化 | 乘車人次變化 |
| 年度         | 1日平均人次  |
| ------------ | ------------ |
| 2000         | 37           |
| 2001         | 45           |
| 2002         | 49           |
| 2003         | 49           |
| 2004         | 51           |

## 車站周邊
車站周邊只有少量民居。
- 最上川
- 置賜學院（少年院）
- 學校法人音羽學園 米澤調理師專門學校
- 戶塚山幼稚園
- 窪田郵局
- 千眼寺 米澤藩重臣 色部家菩提寺 色部長門陵墓

## 相鄰車站
東日本旅客鐵道（JR東日本）
■山形線（奧羽本線）
米澤－置賜－高畠

## 注腳
1. 1 2  . 東日本旅客鉄道.   [2019-08-17]. （原始内容存档于2019-08-17） （日语）.
2. ↑  『山形県の鉄道輸送』平成26年度版 - 山形県 （页面存档备份，存于）（日語）

## 外部連結
- 車站資訊（置賜）：東日本旅客鐵道（日語）